# Joe gegen den Vulkan
Joe gegen den Vulkan (Originaltitel: Joe Versus the Volcano) ist eine US-amerikanische Filmkomödie aus dem Jahr 1990. Der Regisseur war John Patrick Shanley, der auch das Drehbuch schrieb. Die Hauptrollen spielten Tom Hanks und Meg Ryan.

## Handlung
Joe Banks arbeitet bei einem Hersteller medizinischer Geräte. Als er erfährt, dass er unheilbar krank ist, kündigt er den Job. Die Verabredung mit der Kollegin DeDe wird zum Fiasko.
Der Millionär Samuel Harvey Graynamore schlägt Banks vor, als Menschenopfer auf der Pazifikinsel Waponi Wu in einen Vulkan zu springen, damit die einheimische Bevölkerung einem Rohstoffvertrag zustimmt. Banks fliegt von New York nach Los Angeles. Dort lernt er die Töchter des Millionärs, Angelica und Patricia Graynamore, kennen; Patricia begleitet ihn auf seiner weiteren Reise. Die beiden heiraten und stürzen sich in den Vulkan. In diesem Moment bricht der Vulkan aus und schleudert Patricia und Joe wohlbehalten in den Pazifik. 
Joe erfährt, dass sein Arzt von Samuel Graynamore bestochen wurde, um eine falsche Diagnose auszustellen.

## Kritiken
Hans-Ulrich Pönack bezeichnete den Film in der Zeitschrift tip als dürftige Romanze und schrecklich langweilig. Ein anderer Kritiker bescheinigte der Komödie faszinierende Blödheit. In der Zeitschrift cinema wurde die Darstellung von Meg Ryan stark gelobt.
Das Lexikon des internationalen Films meinte: „Ein modernes romantisches Märchen, dessen fadenscheinige Geschichte jedoch zu viel Leerlauf aufweist, um unbeschwert unterhalten zu können.“